# Dorothy Wright
Dorothy Winifred Wright (Londres, 19 de agosto de 1889 — Poole, 1960) foi uma velejadora britânica, campeã olímpica. Ela competiu nos Jogos Olímpicos de Verão de 1920 na classe 7 Metre e conquistou a medalha de ouro na disputa a bordo do Ancora com Robert Coleman, William Maddison e Cyril Wright.
Em 1917, ela se casou com Cyril enquanto ele estava de licença do serviço militar. Por ser um casal a ganhar uma medalha de ouro olímpica juntos pela Grã-Bretanha, Wright e seu marido conseguiram um feito não repetido até Kate e Helen Richardson-Walsh fazerem parte da equipe britânica que conquistou o ouro no hóquei feminino nas Olimpíadas de 2016.